# Imre Szalontai
Imre Szalontai – węgierski zapaśnik walczący w stylu wolnym.
Zajął szóste miejsce na mistrzostwach świata w 1978 i 1979. Srebrny medalista mistrzostw Europy w 1982; czwarty w 1983; piąty w 1978. Trzeci na ME młodzieży w 1974 roku. Zdobył osiem tytułów mistrza kraju w 1974, 1978, 1979, 1981, 1982, 1985, 1986 i 1987 roku.